# Parafia Narodzenia Najświętszej Maryi Panny w Mielniku
Parafia Narodzenia Przenajświętszej Bogurodzicy – parafia prawosławna w Mielniku, w dekanacie Siemiatycze diecezji warszawsko-bielskiej.
Na terenie parafii funkcjonują 2 cerkwie i 1 kaplica:
- cerkiew Narodzenia Najświętszej Maryi Panny w Mielniku – parafialna
- cerkiew Świętych Cyryla i Metodego w Maćkowiczach – filialna
- kaplica Opieki Matki Bożej w Mielniku – cmentarna

## Historia
Parafia Narodzenia Bogurodzicy w Mielniku istniała już w XI w. i jest najstarszą historycznie udokumentowaną wspólnotą prawosławną na Podlasiu. W dziele Kronika Ipatiewskaja znajdujemy pochodzącą z 1260 wzmiankę o cerkwi: „I jecha Wasilko za brata i prowadi jeho do Bresta i posła za nim ludi swoja i pomolisia Bohu Swiatomu Spasu Izbawniku jaże jest' ikona w gorodie Mielnice i obiszczasia Daniło ukrasit' ju.”
Pod koniec XIV w. w Mielniku powstała druga parafia prawosławna, pod wezwaniem Zmartwychwstania Pańskiego. Parafia ta istniała do 1836, natomiast cerkiew przeniesiono w 1878 na Świętą Górę Grabarkę. Miejsce po cerkwi Zmartwychwstania Pańskiego nosi nazwę Woskresienska Horka i obecnie znajduje się tam pamiątkowy krzyż.
Według tradycji w 1777 Bugiem przypłynęła ikona Opieki Matki Bożej. W tym samym roku zbudowano specjalnie dla niej drewnianą kaplicę, która po dziś dzień znajduje się na miejscowym cmentarzu prawosławnym. Parafia Narodzenia Bogurodzicy w końcu XVIII w. liczyła ponad 1100 wiernych.
W latach 1821–1823 pod kierownictwem ówczesnego proboszcza, ks. Floriana Zinkiewicza, zbudowano murowaną cerkiew parafialną. Znaczną część środków na budowę świątyni zgromadził poprzedni proboszcz, ks. Jakub Bielawski (zm. 1812).
Po likwidacji unii na Białostocczyźnie (1839) nastąpił znaczny wzrost liczby wiernych. W drugiej połowie XIX w. na Górze Zamkowej wzniesiono kaplicę pod wezwaniem św. Aleksandra Newskiego, przeznaczoną głównie dla młodzieży (kaplica ta z biegiem czasu przestała być użytkowana i w 1931 została rozebrana). W 1878 parafia w Mielniku liczyła 1852 osoby.
Na początku XX w. w Mielniku mieszkało 1250 osób, w tym 850 prawosławnych. W 1905 na terenie parafii istniało 8 szkół cerkiewnych – 3 w Mielniku oraz w Kudeliczach, Maćkowiczach, Mętnej, Moszczonie i Radziwiłłówce. Bezpośrednio przed I wojną światową dokonano gruntownego remontu cerkwi parafialnej (m.in. dobudowano dzwonnicę i wykonano nowy ikonostas).
W 1915 duchowieństwo oraz większość wiernych udała się na bieżeństwo, a w opustoszałej cerkwi Niemcy urządzili szpital wojskowy. Parafia wznowiła działalność po zakończeniu wojny.
W okresie międzywojennym w Mielniku aktywnie działało bractwo cerkiewne. Szczególną troskę o świątynię wykazywała w owym czasie Olga Karpowicz, nagrodzona w 1935 błagosławienną gramotą. Chór cerkiewny wyróżniał się bardzo wysokim poziomem artystycznym. W latach 30. sprowadzono do świątyni parafialnej szereg ikon z Poczajowa.
Po wybuchu II wojny światowej okupacyjne władze radzieckie wysiedliły mieszkańców Mielnika, a w cerkwi i kaplicy urządzono punkty obserwacyjne. 27 czerwca 1941 w czasie niemieckiego ostrzału artyleryjskiego uległy uszkodzeniu dzwonnica i dach cerkwi. Szkody udało się naprawić jeszcze w czasie okupacji hitlerowskiej; konsekracji odbudowanej świątyni dokonał 1 sierpnia 1943 arcybiskup Benedykt (Bobkowski).
W 1947, w związku z utworzeniem parafii w Grabarce, z parafii mielnickiej wyłączono wsie: Homoty, Oksiutycze i Pawłowicze. W latach 60. XX w. parafia Narodzenia Bogurodzicy obejmowała miejscowości: Mielnik, Adamowo, Kudelicze, Maćkowicze, Mętną, Moszczonę Królewską, Niemirów, Osłowo, Radziwiłłówkę, Sutno i Wajków.
W latach 1969–1971 zbudowano dom parafialny. W II połowie lat 70. ogrodzono cmentarz. W latach 80. dokonano generalnego remontu cerkwi parafialnej (wymieniono stolarkę, instalację elektryczną i tynki) oraz kaplicy cmentarnej (do której dobudowano w 1984 wieżę-dzwonnicę). W 1994 we wnętrzu świątyni parafialnej położono freski (pod kierunkiem Aleksandra Sokołowa z Moskwy).
15 października 1994 parafię wizytował metropolita Bazyli, który poświęcił kamień węgielny pod budowę filialnej cerkwi Świętych Cyryla i Metodego w Maćkowiczach. Drewniana świątynia została wzniesiona w latach 1995–1997 przez Włodzimierza Sołomiankę ze wsi Siemiatycze-Stacja; konsekrowana w święto patronalne 24 maja 1997.
21 września 1999 (w święto Narodzenia Bogurodzicy) parafię po raz pierwszy odwiedził metropolita Sawa. Jego kolejne wizyty w Mielniku miały miejsce w 2002, 2004, 2006, 2011 i 2015. Parafię w ostatnich latach odwiedzili również: arcybiskup Aten i całej Grecji Chrystodulos (z Greckiego Kościoła Prawosławnego, 2002), biskup bielski Grzegorz (2004) oraz biskup siemiatycki Jerzy (2007).
Na początku XXI w. przeprowadzono szereg prac remontowych i modernizacyjnych przy cerkwi parafialnej (budowa ogrodzenia z bramą, usunięcie starych drzew, położenie polbruku wokół świątyni, montaż instalacji odgromowej i podświetlenia elewacji, pozłocenie ikonostasu), kaplicy cmentarnej (oszalowanie od wewnątrz) oraz domu parafialnym. W latach 2007–2008 dachy cerkwi i kaplicy pokryto blachą miedzianą. W 2011 odnowiono elewację kaplicy, zmieniając jej kolor na niebieski. W tym samym roku obok cerkwi parafialnej wzniesiono pomnik upamiętniający jej długoletniego proboszcza, ks. Eugeniusza Niesteruka. W 2015 ukończono rozpisywanie polichromii i fresków wewnątrz cerkwi Narodzenia Bogurodzicy; w tym samym roku świątynia po raz pierwszy w historii otrzymała relikwie świętych prawosławnych (męczenników wileńskich Antoniego, Jana i Eustachego, podarowane przez monaster Świętego Ducha w Wilnie).
Parafia prawosławna Narodzenia Bogurodzicy w Mielniku posiada bogate tradycje, takie jak: kolędowanie po wieczerzy wigilijnej, koncerty kolęd w Mielniku, Moszczonie Królewskiej i Radziwiłłówce, obchody pól (szczególnie uroczyście w Moszczonie Królewskiej, z wejściem na Górę Prowały), święcenie jordańskiej wody na Bugu, modlitwa przy pomniku zamordowanych przez hitlerowców mieszkańców Kudelicz.

## Zasięg parafii
Obecnie do parafii należą wierni będący mieszkańcami następujących miejscowości: Mielnik, Osłowo, Radziwiłłówka, Adamowo-Zastawa, Wajków, Sutno, Niemirów, Maćkowicze, Moszczona Królewska, Grabowiec, Końskie Góry, Poręby i Mętna.

## Wykaz proboszczów
- ?–1812 – ks. Jakub Bielawski
- 1812–? – ks. Florian Zinkiewicz
- – ks. Włodzimierz Sosnowski
- – ks. Jan Antiporowicz
- – ks. Włodzimierz Bliźniuk
- 1958–1966 – ks. Eugeniusz Naumow
- 1966–2011 – ks. Eugeniusz Niesteruk
- 2011–2020[2] – ks. Mikołaj Mielniczuk
- od 2020 – ks. Krzysztof Wojcieszuk[3]

## Galeria

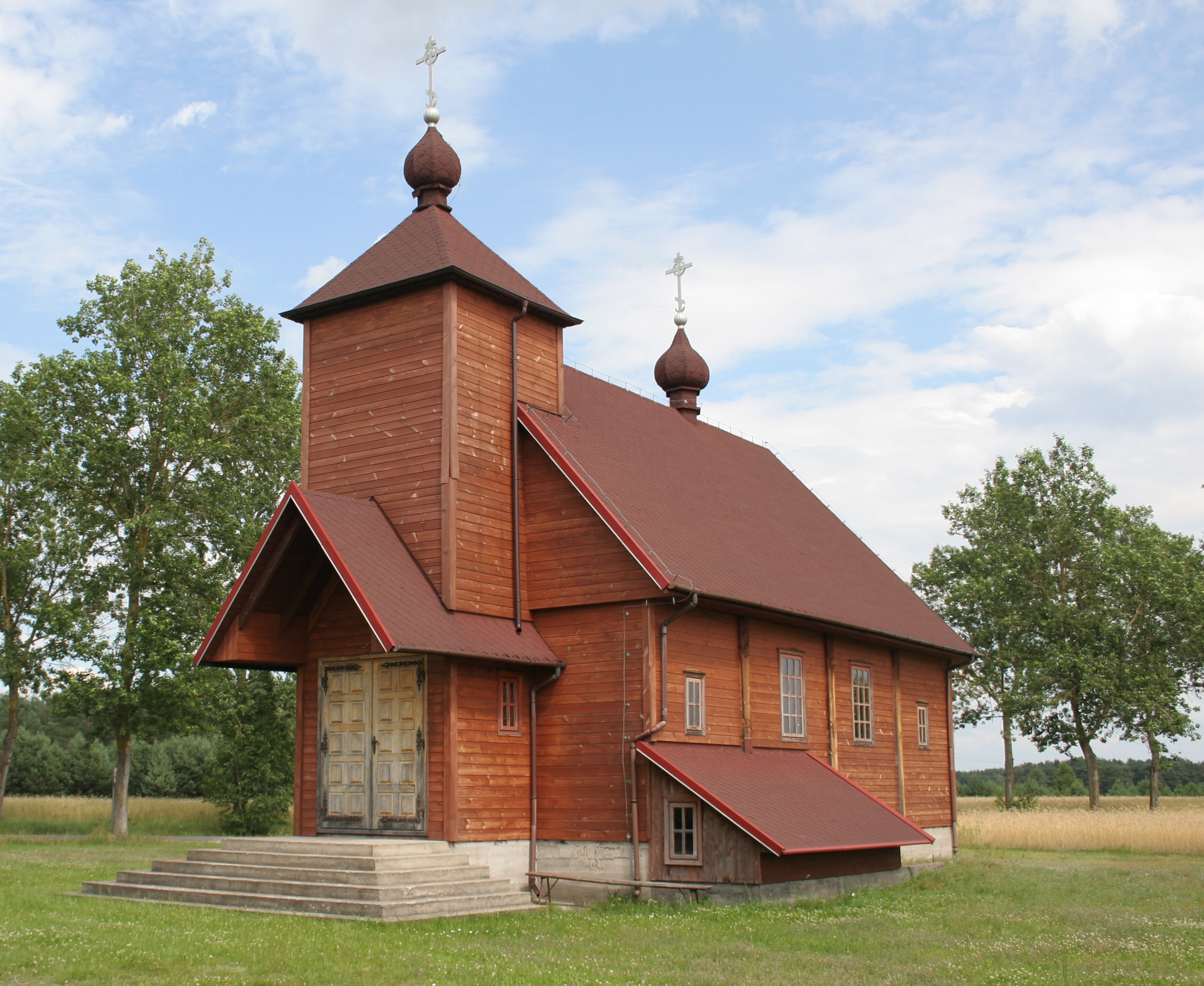
Cerkiew filialna Świętych Cyryla i Metodego w Maćkowiczach
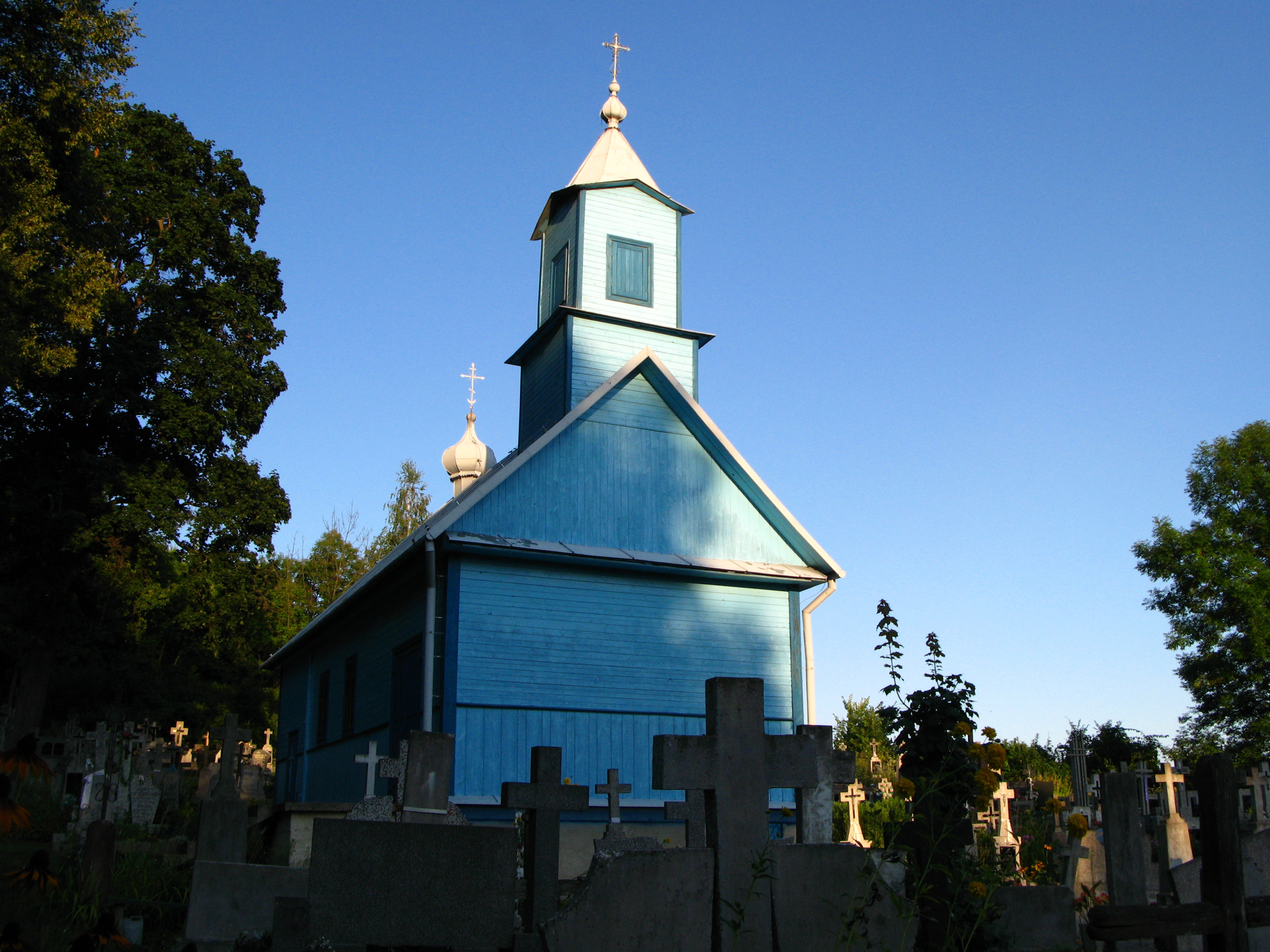
Kaplica cmentarna Opieki Matki Bożej w Mielniku